# Georg Umbenhauer

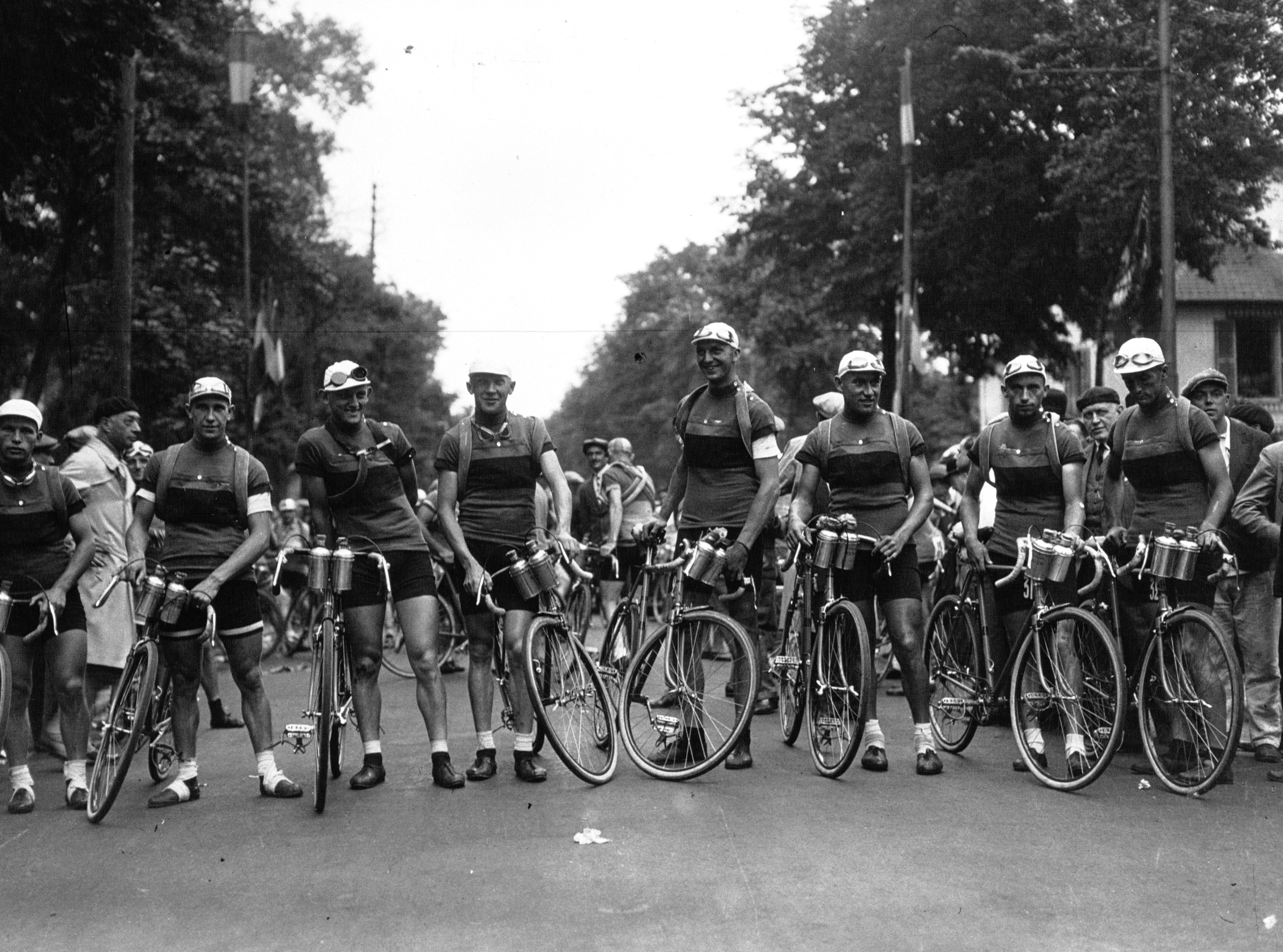
Die deutsche Mannschaft bei der Tour de France 1932 mit Umbenhauer (2.v.r.)

Georg Umbenhauer (* 20. September 1912 in Nürnberg; † 15. Dezember 1970 ebenda) war ein deutscher Radrennfahrer.
Umbenhauer begann seine Karriere bereits im Alter von 14 Jahren, als er am Großen Opelpreis von Deutschland 1927 in der B-Klasse teilnahm. Sie endete erst 1952. Er blieb sein Leben lang Mitglied im RV Union 1886-Nürnberg. Als Amateur siegte er 1928 im Großen Diamant-Preis.
Als Berufsfahrer startet er für die Radsportteams Phänomen, Diamant und Victoria.
Seine größten Erfolge waren der eindrucksvolle Sieg bei der Großdeutschlandfahrt 1939 und der Sieg bei den Deutschen Meisterschaften 1936. Im Jahr 1932 (seinem ersten Jahr als Berufsfahrer) nahm er an der Tour de France teil und beendete die Gesamtwertung als 56. Auch 1935 bestritt er die Tour und wurde auf zwei Etappen jeweils Neunter. Nach einem Sturz bezwang er mit einem gebrochenen Schlüsselbein den Col du Tourmalet, kurz danach nahm ihn der Tour-Arzt aus dem Rennen. Umbenhauer bestritt auch Steherrennen. 1940 wurde er Vizemeister bei den Stehern hinter Toni Merkens. Das Goldene Rad von Erfurt gewann er 1949.
Nach einem schweren Sturz beim Sechstagerennen in München musste er 1952 seine Karriere als Rennfahrer beenden. Danach arbeitete er als Angestellter und Vertreter einer Schuhfabrik.

## Erfolge
1936
- Deutscher Meister im Straßenrennen

1938
- Rund um die Hainleite
- 1. Etappe Internationale Deutschland-Rundfahrt

1939
- Fünfte Etappe und Gesamtwertung Großdeutschlandfahrt